# Terenura callinota
Terenura callinota là một loài chim trong họ Thamnophilidae.